# Campionati dei quattro continenti di pattinaggio di velocità 2023
I campionati dei quattro continenti di pattinaggio di velocità 2023 sono stati la 3ª edizione della competizione organizzata dall'International Skating Union. Si sono svolti dal 2 al 4 dicembre 2022 a Québec, in Canada

## Partecipanti
Hanno preso parte alle competizioni 76 pattinatori, in rappresentanza di 7 distinte nazioni.
- Canada
- Cina
- Giappone
- Kazakistan

- Nuova Zelanda
- Corea del Sud
- Stati Uniti

## Podi

### Uomini
| Evento       | Oro                                             | Tempo   | Argento                                           | Tempo   | Bronzo                                                 | Tempo   |
| 500 m        | Laurent Dubreuil                                | 34.46   | Yuma Murakami                                     | 34.88   | Kim Jun-ho                                             | 34.97   |
| 1000 m       | Laurent Dubreuil                                | 1:09.27 | Park Seong-hyeon                                  | 1:09.83 | Kim Tae-yun                                            | 1:10.25 |
| 1500 m       | Antoine Gélinas-Beaulieu                        | 1:44.66 | Dmitry Morozov                                    | 1:46.30 | Jake Weidemann                                         | 1:47.40 |
| 5000 m       | Vitaliy Chshigolev                              | 6:22.81 | Lee Seung-hoon                                    | 6:23.36 | Jordan Belchos                                         | 6:24.11 |
| Team sprint  | Christopher Fiola Laurent Dubreuil David La Rue | 1:20.59 | lKim Jun-ho Kim Tae-yun Park Seong-hyeon          | 1:21.25 | Tanner Worley Zach Stoppelmoor Conor McDermott-Mostowy | 1:21.28 |
| Team pursuit | Chung Jae-won Um Cheon-ho Yang Ho-jun           | 3:47.17 | Jake Weidemann Antoine Gélinas-Beaulieu Max Halyk | 3:47.51 | Shen Hanyang Wang Hongli Wang Shiwei                   | 3:53.93 |
| Mass start   | Chung Jae-won                                   | 60 pts  | Lee Seung-hoon                                    | 41 pts  | Shen Hanyang                                           | 21 pts  |

### Donne
| Evento       | Oro                                                | Tempo   | Argento                                     | Tempo   | Bronzo                                                | Tempo   |
| 500 m        | Kim Min-sun                                        | 38.14   | Konami Soga                                 | 38.51   | Yukino Yoshida                                        | 38.55   |
| 1000 m       | Kim Min-sun                                        | 1:16.06 | Yekaterina Aydova                           | 1:16.19 | Béatrice Lamarche                                     | 1:17.39 |
| 1500 m       | lNadezhda Morozova                                 | 1:56.37 | Yekaterina Aydova                           | 1:57.52 | Alison Desmarais                                      | 1:58.26 |
| 3000 m       | Valérie Maltais                                    | 4:03.15 | Nadezhda Morozova                           | 4:05.51 | Béatrice Lamarche                                     | 4:10.66 |
| Team sprint  | Zhang Lina Pei Chong Yang Binyu                    | 1:30.59 | Chrysta Rands-Evans Anna Quinn Sarah Warren | 1:31.38 | Rose Laliberté-Roy Alison Desmarais Abigail McCluskey | 1:31.61 |
| Team pursuit | Béatrice Lamarche Maddison Pearman Valérie Maltais | 3:06.87 | lChen Xiangyu Li Leming Yang Binyu          | 3:11.19 | Hwang Hyun-sun Park Chae-won lPark Ji-woo             | 3:11.27 |
| Mass start   | Valérie Maltais                                    | 60 pts  | Yang Binyu                                  | 41 pts  | Park Ji-woo                                           | 22 pts  |

## Medagliere
| Posiz. | Nazione       | Oro | Argento | Bronzo | Totale |
| ------ | ------------- | --- | ------- | ------ | ------ |
| 1      | Canada        | 7   | 1       | 6      | 14     |
| 2      | Corea del Sud | 4   | 4       | 4      | 12     |
| 3      | Kazakistan    | 2   | 4       | 0      | 6      |
| 4      | Cina          | 1   | 2       | 2      | 5      |
| 5      | Giappone      | 0   | 2       | 1      | 3      |
| 6      | Stati Uniti   | 0   | 1       | 1      | 2      |
| Totale | Totale        | 14  | 14      | 14     | 42     |